# Pál Sarudi
Pál Sarudi, född den 10 augusti 1983 i Szolnok, Ungern, är en ungersk kanotist.
Han tog bland annat VM-guld i C-4 200 meter i samband med sprintvärldsmästerskapen i kanotsport 2007 i Duisburg.